# Дубоносовые кардиналы
Дубоносовые кардиналы, или толстоносы (лат. Pheucticus), — род птиц из семейства кардиналовых (Cardinalidae), представители рода распространены в Северной, Центральной и Южной Америке. Родовое название происходит от др.-греч. φευκτικός – «застенчивый» или «склонный избегать».
В состав рода включают 6 видов:
| Изображение | Научное название                  | Русское название          | Распространение                                                                                  |
| ----------- | --------------------------------- | ------------------------- | ------------------------------------------------------------------------------------------------ |
|             | Жёлтый дубоносовый кардинал       | Pheucticus chrysopeplus   | Мексика и Гватемала                                                                              |
|             |                                   | Pheucticus tibialis       | Коста-Рика и западная Панама                                                                     |
|             |                                   | Pheucticus chrysogaster   | Колумбия, Эквадор, Перу, Тринидад и Тобаго и Венесуэла                                           |
|             | Золотобрюхий дубоносовый кардинал | Pheucticus aureoventris   | Аргентина, Бразилия, Боливия, Колумбия, Эквадор, Парагвай, Перу и Венесуэла.                     |
|             | Красногрудый дубоносовый кардинал | Pheucticus ludovicianus   | Канада, США; на зимовку мигрируют на юг до Мексики, Колумбии и Венесуэлы, редко до Перу и Гайаны |
|             | Черноголовый толстонос            | Pheucticus melanocephalus | Канада, США и Мексика                                                                            |